# Kodó-patak
A Kodó-patak Vas vármegyében ered, mintegy  méteres tengerszint feletti magasságban. A patak forrásától kezdve keleti irányban halad, majd eléri a Marcalt.
A Kodó-patak vízgazdálkodási szempontból a Marcal Vízgyűjtő-tervezési alegység működési területét képezi.
A patakba útja során beletorkollik a Tacskándi-patak, a Csikászó-patak, a Mágorta-patak és a Merseváti-övárok.

## Part menti települések
- Hosszúpereszteg
- Bögöte
- Vashosszúfalu
- Káld
- Borgáta
- Egyházashetye
- Köcsk
- Izsákfa